# Governo Kenny II
Il Governo Kenny II è stato il trentesimo governo irlandese. Ha iniziato il mandato il 6 maggio 2016, dopo i lunghi negoziati seguiti alle elezioni generali del 2016.
Era guidato da Enda Kenny ed era un governo di minoranza formato dal Fine Gael e da personalità indipendenti. La maggioranza che appoggiava il governo disponeva di 59 seggi su 158 nel Dáil Éireann.

## Membri del Governo
| Incarico                                                   | Titolare               | Partito | Partito      |
| ---------------------------------------------------------- | ---------------------- | ------- | ------------ |
| Taoiseach                                                  | Enda Kenny             |         | Fine Gael    |
| Difesa                                                     | Enda Kenny             |         | Fine Gael    |
| Tánaiste                                                   | Frances Fitzgerald     |         | Fine Gael    |
| Giustizia ed Uguaglianza                                   | Frances Fitzgerald     |         | Fine Gael    |
| Finanze                                                    | Michael Noonan         |         | Fine Gael    |
| Istruzione ed Abilità                                      | Richard Bruton         |         | Fine Gael    |
| Alloggi, Pianificazione, Comunità e Governi Locali         | Simon Coveney          |         | Fine Gael    |
| Protezione Sociale                                         | Leo Varadkar           |         | Fine Gael    |
| Affari Esteri e Commercio                                  | Charles Flanagan       |         | Fine Gael    |
| Spesa Pubblica e Riforme                                   | Paschal Donohoe        |         | Fine Gael    |
| Arti, Patrimonio, Affari Regionali, rurali e del Gaeltacht | Heather Humphreys      |         | Fine Gael    |
| Salute                                                     | Simon Harris           |         | Fine Gael    |
| Agricoltura, Alimentazione e Marina                        | Michael Creed          |         | Fine Gael    |
| Comunicazioni, Azione Climatica e Ambiente                 | Denis Naughten         |         | Indipendente |
| Trasporti, Turismo e Sport                                 | Shane Ross             |         | Indipendente |
| Occupazione, Imprese ed Innovazione                        | Mary Mitchell O'Connor |         | Fine Gael    |
| Infanzia ed Affari della gioventù                          | Katherine Zappone      |         | Indipendente |